# Joachim Yhombi-Opango
Joachim-Jacques Yhombi-Opango (* 12. Januar 1939 in Fort-Rousset; † 30. März 2020 in Paris) war ein kongolesischer Politiker. Er war von 1977 bis 1979 Präsident der Volksrepublik Kongo und von 1993 bis 1996  Premierminister des wieder in Republik Kongo umbenannten Landes.

## Leben
Yhombi-Opango schlug eine militärische Laufbahn ein, wurde 1965 Militärattaché seines Landes in Moskau und 1968 als Oberst Generalstabschef und Befehlshaber der Region Brazzaville. Von 1973 bis 1974 war er Generalinspekteur der Armee und wurde 1975 Verteidigungsminister und Mitglied des Zentralkomitees der Einheitspartei Parti Congolais du Travail (PCT).
Yhombi-Opango verstarb am 30. März 2020 im Alter von 81 Jahren in seiner Pariser Wahlheimat im Zuge der COVID-19-Pandemie an den Folgen einer SARS-CoV-2-Infektion.

## Präsident
Nach Ermordung des seit 1968 regierenden Präsidenten Marien Ngouabi, der sein Vetter war, am 18. März 1977 wurde er von der nun herrschenden Junta, der er angehörte, am 3. April 1977 zum neuen Staatsoberhaupt bestimmt. Am 5. Februar 1979 wurde er aus dem Amt gedrängt, und wenige Tage später wurde Denis Sassou-Nguesso für die nächsten 13 Jahre sein Nachfolger. Vorgeworfen wurden Yhombi-Opango Korruption sowie „Abweichen von der Parteilinie“ der PCT, die sich seinerzeit eng an die Sowjetunion anlehnte. Er wurde zunächst für fünf Jahre unter Hausarrest gestellt und 1987 nach einem gescheiterten Staatsstreich wieder inhaftiert. Eine Zeit lang setzte sich Amnesty International für seine Freilassung ein. Im Juli 1990 wurde er amnestiert.

## Premierminister
Unter Präsident Pascal Lissouba war er zwischen dem 23. Juni 1993 und dem 27. August 1996 Premierminister, bevor dann ein mehrjähriger Bürgerkrieg ausbrach, in dessen Verlauf Sassou-Nguesso 1997 wieder Präsident wurde. In einem Korruptionsverfahren gegen Lissouba Ende 2001, der sicherheitshalber in seinem Londoner Exil blieb, wurde auch Yhombi-Opangos Name stets genannt. Es ging dabei um die Verwendung von Öleinnahmen des Kongo während beider Amtszeit. Später versöhnte er sich mit Sassou-Nguesso, lebte aber in Paris. Beide trafen sich dort am 19. Juli 2004.